# Helcita
Helcita är ett släkte av insekter. Helcita ingår i familjen Derbidae.
Kladogram enligt Catalogue of Life:
| Helcita | \| \| Helcita maculipennis \| \| \| \| \| \| Helcita nitagalensis \| \| \| \| \| \| Helcita occidentalis \| \| \| \| \| \| Helcita shirakii \| \| \| \| \| \| Helcita wahlbergi \| \| \| \| |
|         | \| \| Helcita maculipennis \| \| \| \| \| \| Helcita nitagalensis \| \| \| \| \| \| Helcita occidentalis \| \| \| \| \| \| Helcita shirakii \| \| \| \| \| \| Helcita wahlbergi \| \| \| \| |
|         | Helcita maculipennis |
|         | |
|         | Helcita nitagalensis |
|         | |
|         | Helcita occidentalis |
|         | |
|         | Helcita shirakii |
|         | |
|         | Helcita wahlbergi |
|         | |